# Leonida Frascarelli
Leonida Frascarelli (Roma, 21 de febrero de 1906 – Roma, 18 de junio de 1991) fue un ciclista italiano, que fue profesional entre 1925 y 1934. 
Considerado como uno de los mejores ciclistas del centro de Italia de los años 20 y 30, en su palmarés destacan dos ediciones del Giro de Campania, una del Giro de Toscana y dos etapas al Giro de Italia de 1930.

## Palmarés
1926
- Giro de Campania

1928
- Giro dell'Umbria

1929
- Giro de Campania y vencedor de 1 etapa
- Giro de Toscana
- 3º en el Giro de Italia

1930
- 2 etapas del Giro de Italia

## Resultados en Grandes Vueltas y Campeonatos del Mundo
Durante su carrera deportiva consiguió los siguientes puestos en las Grandes Vueltas y en los Campeonatos del Mundo en carretera:
| Carrera         | 1924 | 1925 | 1926 | 1927 | 1928 | 1929 | 1930 | 1931 | 1932 | 1933 | 1934 |
| --------------- | ---- | ---- | ---- | ---- | ---- | ---- | ---- | ---- | ---- | ---- | ---- |
| Giro de Italia  | -    | -    | -    | -    | -    | 3º   | 18º  | -    | -    | -    | -    |
| Tour de Francia | -    | -    | -    | -    | -    | -    | Ab.  | -    | -    | -    | -    |
| Vuelta a España | -    | -    | -    | -    | -    | -    | -    | -    | -    | -    | -    |
| Mundial en ruta | -    | -    | -    | -    | -    | 5º   | -    | -    | -    | -    | -    |

-: No participa

Ab.: Abandono